# Wiphala
Wiphala (wym. wiˈpʰala) – symbol o kształcie kwadratu, zazwyczaj używany jako flaga, reprezentujący rdzennych mieszkańców centralnych Andów oraz boliwijskiej Amazonii. We współczesnej wersji funkcjonuje od 1973, występując w kilku różnych wariantach, reprezentujących Imperium Inków (Tawantinsuyu) oraz każdy z jego dawnych czterech regionów (suyus).

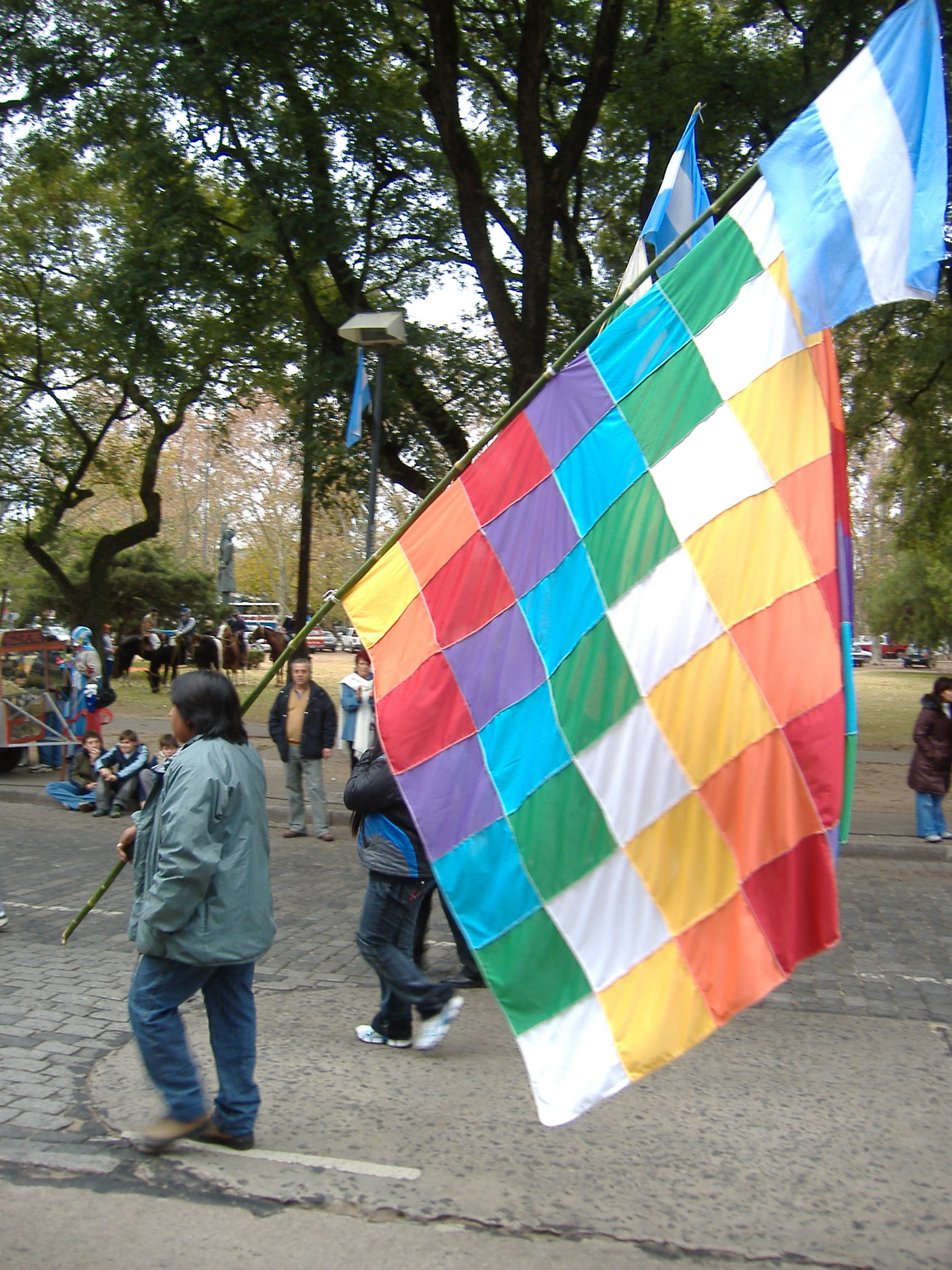
Wiphala niesiona podczas argentyńskiego Dnia Flagi

Wiphala Cuzco składa się z siedmiu poziomych pasów przedstawiających barwy tęczy.
Wiphale suyu są kwadratowe i podzielone na 49 równych pól (7×7). Rozmieszczenie barw zależy od regionu, który symbolizuje wiphala: barwa biała to symbol Qullasuyu, żółta – Kuntisuyu, czerwona – Chinchasuyu, a zielona – Antisuyu.
Nowa konstytucja Boliwii, zatwierdzona w referendum konstytucyjnym z 2009 r., w art. 6 p. II uznaje Wiphalę za jeden z symboli narodowych, obok flagi i godła.

## Historia
Współcześnie Wiphala stanowi nawiązanie do czasów świetności kultury inkaskiej i symbolizuje dziedzictwo Imperium Inków w Peru i Boliwii. Kwestia, czy Wiphala rzeczywiście była inkaską flagą, jest przedmiotem dyskusji. Jednakże istnieją XVI i XVII-wieczne zapisy w kronikach, potwierdzające używanie tęczowego emblematu przez Inków. Na przykład, Francisco López de Jerez zanotował w 1534 roku: „oni wszyscy są podzieleni na grupy z flagami, w podobnym porządku jak Turcy” (w hiszpańskim oryginale: todos venían repartidos en sus escuadras con sus banderas y capitanes que los mandan, con tanto concierto como turcos). Z kolei kronikarz Bernabé Cobo zanotował: 

„Guión” w wersji królewskiej, używany także jako flaga do celów religijnych, ma formę małego kwadratowego płata [tkaniny] o boku 10–12 cali (24–31 cm), wykonany jest z bawełny lub wełny a umieszczony na długim drzewcu, pozostaje sztywny nie falując pod wpływem wiatru; każdy król umieszcza na nim swe godło i znaki, każdy z królów wybiera inne, własne oznaczenia; jednakże najczęściej wśród Inków używany jest znak tęczy.

W książce El primer nueva corónica y buen gobierno z 1615 roku autorstwa Guamana Pomy znajdują się ilustracje przedstawiające różne wzory inkaskich flag. Ponadto niektóre źródła podają, że w 1534 roku podczas ataku na Cuzco i okupacji tego miasta Hiszpanie widzieli w punktach oporu emblematy w siedmiu kolorach tęczy.

## Symbolika siedmiu barw
Siedem barw współczesnej Wiphali pochodzi od spektrum światła widzialnego. Ich symbolika jest następująca:
- czerwony – Ziemia i ludzie Andów
- pomarańczowy – społeczeństwo i kultura
- żółty – energia
- biały – czas
- zielony – surowce naturalne
- błękitny – niebiosa
- fioletowy – rząd andyjski i determinacja

## Ludy andyjskie i ruchy społeczne

### Andyjska Wiphala
Flaga o wzorze siedmiobarwnej tęczy jest używana w Peru i Ekwadorze, gdzie reprezentuje Imperium Inków lub terytorium inkaskie. Także i dziś w Cuzco siedmiobarwne tęczowe flagi są powszechnie używane, również na budynkach rządowych i na rynku. Ich symbolicznym znaczeniem jest duchowe nawiązanie do Inków oraz wizji świata występującej w rdzennych kulturach Ameryki.
W przeciwieństwie do tęczowej flagi używanej przez środowiska LGBT flaga Cuzco ma barwę jasnobłękitną w miejscu, gdzie flaga LGBT ma turkusową. Występuje też wersja z białym pasem między pasami żółtym a zielonym, w której błękit nie jest używany.

### Wiphala a ruchy społeczne w Ekwadorze i Peru
W dzisiejszym Ekwadorze flaga ta kojarzona jest z indiańskim ruchem społecznym, reprezentowanym głównie przez CONAIE (Ekwadorska Konfederacja Narodowości Indiańskich). Organizacja ta odegrała znaczącą rolę w masowych protestach społecznych w latach 90. XX wieku oraz w pierwszym dziesięcioleciu XXI wieku, które odsunęły od władzy trzech prezydentów postrzeganych jako skorumpowani i odpowiedzialni za zubożenie społeczeństwa Ekwadoru. Flaga CONAIE to wiphala z maską pośrodku. Pochodzi ona z okresu preinkaskiego, gdy wybrzeża Ekwadoru zamieszkiwał lud znany jako La Tolita.

### Boliwijska Wiphala
Ajmarska Wiphala to kwadratowa flaga podzielona na 7×7 (49) kwadratowych pól. Siedem kolorów tęczy rozmieszczono na niej w układzie poziomym. Ich dokładne położenie i układ barw różni się w zależności od wersji, odpowiadając poszczególnym suyu z Imperium Inków. Używana jest podczas marszów rdzennych mieszkańców Boliwii oraz boliwijskich chłopów.
Taka flaga z kwadratami o barwach tęczy używana jest jako symbol uniwersalny dla rdzennej ludności regionu andyjskiego, a niekiedy też dla grup Indian Amazonii pozostających z nimi w sojuszu politycznym.
Wersja Qullasuyu wiphali została przyjęta przez Boliwię jako oficjalny symbol państwowy w ratyfikowanej nowej konstytucji tego kraju.

## FlagiSuyu

Qullasuyu[6]
Kuntisuyu[7]
Antisuyu[8]
Chinchasuyu[9]
Tupac Katari